# 鈴木玄淳
鈴木玄淳（すずき げんじゅん、稚号:松江、諱:淳、字:子朴、元禄16年（1703年） - 天明4年（1784年））は現在の茨城県日立市出身の、江戸時代の教育者である。
常陸国多賀郡友部村に生まれる。
最初、染物業を営んでいたが、佐川三順、加藤玄信らから医学や儒学を習い、小宅采菊に詩や漢学について師事し、下手綱村（現在の茨城県高萩市）で、医業を営む傍ら、私塾を開き子弟の教育に励んだ。
この塾の出身者に、日本で初めて経緯度線が入った地図を著した長久保赤水がいる。
赤水らの弟子とともに、中国の竹林の七賢になぞらえ、松岡七友と称される。
著書の『唐詩平仄考』は、漢詩作成の参考書で、寺子屋の教科書としても広く用いられた。
そのほかにも、庶民の教育のため『和歌年代歌』や『百姓日用訓』などを著した。